# Särkinen (sjö i Sotkamo, Kajanaland)
Särkinen är en sjö i kommunen Sotkamo i landskapet Kajanaland i Finland. Den är 17,5 meter djup. Arean är 45 hektar och strandlinjen är 3,04 kilometer lång. Sjön  ingår i Uleälvens huvudavrinningsområde.   Den ligger omkring 28 kilometer öster om Kajana och omkring 470 kilometer norr om Helsingfors. 